# Cody Goloubef
Cody Goloubef (né le 30 novembre 1989 à Oakville, en Ontario au Canada) est un joueur professionnel canadien de hockey sur glace. Il évolue au poste de défenseur.

## Biographie

### En club
En 2005, il débute dans la Ligue de hockey junior de l'Ontario avec les Icehawks de Milton puis avec les Blades d'Oakville l'année suivante. Il décide de rejoindre en 2007 le championnat universitaire américain plutôt que les ligues mineures canadiennes, et joue trois ans avec les Badgers du Wisconsin en Western Collegiate Hockey Association. Il est repêché à la 37e position du repêchage d'entrée dans la LNH 2008 par les Blue Jackets de Columbus. Il fait ses débuts professionnels en 2010 avec les Falcons de Springfield en Ligue américaine de hockey. Il inscrit son premier but dans la Ligue nationale de hockey le 11 février 2013 sous le maillot des Blue Jackets de Columbus face aux Sharks de San José.
Le 11 janvier 2019, les Bruins de Boston échangent le joueur aux Sénateurs d'Ottawa en retour de Paul Carey .
Le 21 février 2020, les Sénateurs d'Ottawa le place au ballotage, les Red Wings de Détroit en profite alors pour l'engager.

## Statistiques

### En club
| Saison     | Équipe                   | Ligue           |     | Saison régulière | Saison régulière | Saison régulière | Saison régulière | Saison régulière |   | Séries éliminatoires | Séries éliminatoires | Séries éliminatoires | Séries éliminatoires | Séries éliminatoires |
| Saison     | Équipe                   | Ligue           | PJ  | B                | A                | Pts              | Pun              | PJ               | B | A                    | Pts                  | Pun                  |                      |                      |
| 2005-2006  | Icehawks de Milton       | LHJO            | 42  | 9                | 29               | 38               | 38               | 7                | 1 | 3                    | 4                    | 10                   |                      |                      |
| 2006-2007  | Blades d'Oakville        | LHJO            | 9   | 5                | 5                | 10               | 46               | 10               | 2 | 10                   | 12                   | 18                   |                      |                      |
| 2007-2008  | Badgers du Wisconsin     | WCHA            | 40  | 4                | 6                | 10               | 36               | -                | - | -                    | -                    | -                    |                      |                      |
| 2008-2009  | Badgers du Wisconsin     | WCHA            | 36  | 5                | 8                | 13               | 38               | -                | - | -                    | -                    | -                    |                      |                      |
| 2009-2010  | Badgers du Wisconsin     | WCHA            | 42  | 3                | 11               | 14               | 64               | -                | - | -                    | -                    | -                    |                      |                      |
| 2010-2011  | Falcons de Springfield   | LAH             | 50  | 5                | 12               | 17               | 42               | -                | - | -                    | -                    | -                    |                      |                      |
| 2011-2012  | Falcons de Springfield   | LAH             | 47  | 1                | 7                | 8                | 43               | -                | - | -                    | -                    | -                    |                      |                      |
| 2011-2012  | Blue Jackets de Columbus | LNH             | 1   | 0                | 0                | 0                | 0                | -                | - | -                    | -                    | -                    |                      |                      |
| 2012-2013  | Falcons de Springfield   | LAH             | 38  | 5                | 8                | 13               | 49               | 7                | 0 | 2                    | 2                    | 10                   |                      |                      |
| 2012-2013  | Blue Jackets de Columbus | LNH             | 11  | 1                | 0                | 1                | 0                | -                | - | -                    | -                    | -                    |                      |                      |
| 2013-2014  | Falcons de Springfield   | LAH             | 62  | 7                | 21               | 28               | 98               | 5                | 0 | 0                    | 0                    | 6                    |                      |                      |
| 2013-2014  | Blue Jackets de Columbus | LNH             | 5   | 0                | 0                | 0                | 2                | -                | - | -                    | -                    | -                    |                      |                      |
| 2014-2015  | Blue Jackets de Columbus | LNH             | 36  | 0                | 9                | 9                | 19               | -                | - | -                    | -                    | -                    |                      |                      |
| 2014-2015  | Falcons de Springfield   | LAH             | 3   | 0                | 0                | 0                | 0                | -                | - | -                    | -                    | -                    |                      |                      |
| 2015-2016  | Blue Jackets de Columbus | LNH             | 43  | 1                | 7                | 8                | 20               | -                | - | -                    | -                    | -                    |                      |                      |
| 2016-2017  | Monsters de Cleveland    | LAH             | 16  | 2                | 5                | 7                | 22               | -                | - | -                    | -                    | -                    |                      |                      |
| 2016-2017  | Rampage de San Antonio   | LAH             | 2   | 0                | 1                | 1                | 2                | -                | - | -                    | -                    | -                    |                      |                      |
| 2016-2017  | Avalanche du Colorado    | LNH             | 33  | 0                | 5                | 5                | 25               | -                | - | -                    | -                    | -                    |                      |                      |
| 2017-2018  | Heat de Stockton         | LAH             | 46  | 8                | 12               | 20               | 68               | -                | - | -                    | -                    | -                    |                      |                      |
| 2018-2019  | Bruins de Providence     | LAH             | 16  | 3                | 9                | 12               | 27               | -                | - | -                    | -                    | -                    |                      |                      |
| 2018-2019  | Sénateurs d'Ottawa       | LNH             | 5   | 0                | 0                | 0                | 2                | -                | - | -                    | -                    | -                    |                      |                      |
| 2018-2019  | Senators de Belleville   | LAH             | 30  | 3                | 9                | 12               | 46               | -                | - | -                    | -                    | -                    |                      |                      |
| 2019-2020  | Sénateurs d'Ottawa       | LNH             | 24  | 1                | 1                | 2                | 8                | -                | - | -                    | -                    | -                    |                      |                      |
| 2019-2020  | Red Wings de Détroit     | LNH             | 2   | 0                | 0                | 0                | 0                | -                | - | -                    | -                    | -                    |                      |                      |
| 2020-2021  | Senators de Belleville   | LAH             | 31  | 4                | 2                | 6                | 33               | -                | - | -                    | -                    | -                    |                      |                      |
| 2021-2022  | Senators de Belleville   | LAH             | 11  | 1                | 0                | 1                | 8                | -                | - | -                    | -                    | -                    |                      |                      |
| 2021-2022  | CP Berne                 | National League | 11  | 0                | 4                | 4                | 14               | -                | - | -                    | -                    | -                    |                      |                      |
| 2022-2023  | CP Berne                 | National League | 47  | 4                | 7                | 11               | 55               | 6                | 0 | 1                    | 1                    | 4                    |                      |                      |
| Totaux LNH | Totaux LNH               | Totaux LNH      | 160 | 3                | 22               | 25               | 76               | -                | - | -                    | -                    | -                    |                      |                      |

### En équipe nationale
| Année | Équipe     | Compétition                 |   | PJ | B | A | Pts | Pun                |  | Résultat |
| 2009  | Canada U20 | Championnat du monde junior | 6 | 0  | 1 | 1 | 8   | Médaille d'or      |  |          |
| 2018  | Canada     | Jeux olympiques             | 6 | 0  | 2 | 2 | 6   | Médaille de bronze |  |          |